# Jorge Burruchaga
Jorge Luis Burruchaga, né le 9 octobre 1962 à Gualeguay (Argentine), est un footballeur international et entraîneur argentin.  
Milieu de terrain, il remporte avec le CA Independiente la Coupe intercontinentale en 1984. Il joue huit saisons en championnat de France, essentiellement au FC Nantes.  
Il marque le but vainqueur de l'Argentine en finale de la Coupe du monde 1986 face à l'Allemagne (3-2), et dispute une nouvelle finale de Coupe de monde en 1990.

## Biographie
En 1995, son épouse Laura Mendoza est morte des suites des blessures dans un accident de voiture. 
Jorge Burruchaga est le père du footballeur Mauro Burruchaga (1998-) et du joueur de tennis Roman Burruchaga (2002-).

### Carrière en club
Jeune footballeur, Burruchaga est d'abord formé au CA River Plate, le club le plus titré d'Argentine, qui ne le retient pas alors qu'il a 13 ans. Il rejoint alors l'Arsenal de Sarandí, en banlieue de Buenos Aires, où il termine sa formation jusqu’à débuter en équipe première, en deuxième division du championnat d'Argentine, en 1979.
Joueur polyvalent mais jouant préférentiellement milieu de terrain, il est recruté en 1982 par le Club Atlético Independiente, avec lequel il joue son premier match en championnat d'Argentine le 12 février 1982 (Independiente 4 - 1 Estudiantes) et inscrit son premier but le 27 février 1982 (Club Unión San Vicente 2 - 3 Independiente). Il disputera un total de 234 matchs et inscrit 72 buts pour le club argentin. Sous la direction de Ricardo Bochini, l’équipe marque son époque par la qualité de son jeu et ses succès. Elle remporte le championnat Metropolitano en 1983, puis la Coupe Libertadores en 1984 (Burruchaga inscrivant le but du titre en finale contre les Brésiliens de Grêmio Porto Alegre), et enfin la Coupe Intercontinentale face aux Anglais de Liverpool.
En 1985, il signe au FC Nantes, en France, avec lequel il termine 2e du championnat la première saison et est élu meilleur joueur étranger du championnat. Sa carrière est malheureusement ensuite freinée par plusieurs blessures au genou qui l'ont longuement handicapé, notamment à Nantes où il ne dispute pratiquement pas la saison 1990-1991. 
Il joue ensuite à l'US Valenciennes, dont il est le meilleur buteur pour sa première saison. Il est impliqué dans l'affaire VA-OM, qui éclate au lendemain du match joué contre l'Olympique de Marseille en mai 1993. Reconnu coupable de corruption passive, il est condamné à six mois de prison avec sursis, et suspendu 18 mois.
Burruchaga retourne alors à Independiente où il remporte la Recopa Sudamericana puis la Supercopa Sudamericana en 1995. Il y joue son dernier match professionnel le 10 avril 1998 (Vélez Sarsfield 3 - 0 Independiente).

### Carrière en sélection
Burruchaga a notamment remporté la Coupe du monde 1986 avec l'Argentine avant d'être finaliste de l'édition 1990. 
Il est notamment connu pour son but décisif en finale du Mundial 1986 contre la RFA. Alors que les Allemands sont revenus à 2-2 et qu'il reste 5 minutes à jouer, il est lancé en profondeur par Maradona et bat le gardien allemand Schumacher d'un tir à ras de terre.

### Carrière de technicien
Peu après sa retraite du football professionnel en 1998, il devient entraîneur. Il débute en 1999 à Defensa y Justicia, un club de deuxième division, passe aux Jaguares de Chiapas puis signe en 2001 à Arsenal de Sarandí, son club formateur, qu'il dirige en première division en 2002.
De juillet 2005 à juin 2006 il dirige Estudiantes LP avec lequel il dispute la Copa Libertadores. Puis il dirige Independiente de juillet 2006 à avril 2007, qu'il mène à la 4e place au tournoi d'ouverture du championnat d'Argentine. 
Après un an de chômage, il reprend en 2008 les rênes de Banfield, pour le championnat d'ouverture 2008. Il démissionne de ses fonctions faute de résultats le 22 mars 2009. Il retrouve pour la seconde fois son club formateur le 5 mai 2009 en tant qu'entraîneur, qu'il dirige le temps du championnat de clôture 2009.
Il entraîne durant la saison 2011-2012 le club paraguayen du Club Libertad, avec lequel il réalise une campagne réussie en Copa Libertadores. 
En décembre 2012, il fait son retour en Argentine en étant nommé entraîneur de l'Atlético Rafaela. Il parvient à maintenir le club en première division y reste jusqu'en mai 2014, puis y fait un bref retour de janvier à mars 2016,. Fin 2016, il dirige brièvement le CA Sarmiento.
En mai 2017 il est nommé directeur sportif de la sélection argentine. De mars à décembre 2020 il est directeur sportif du Club Atlético Independiente.

## Statistiques

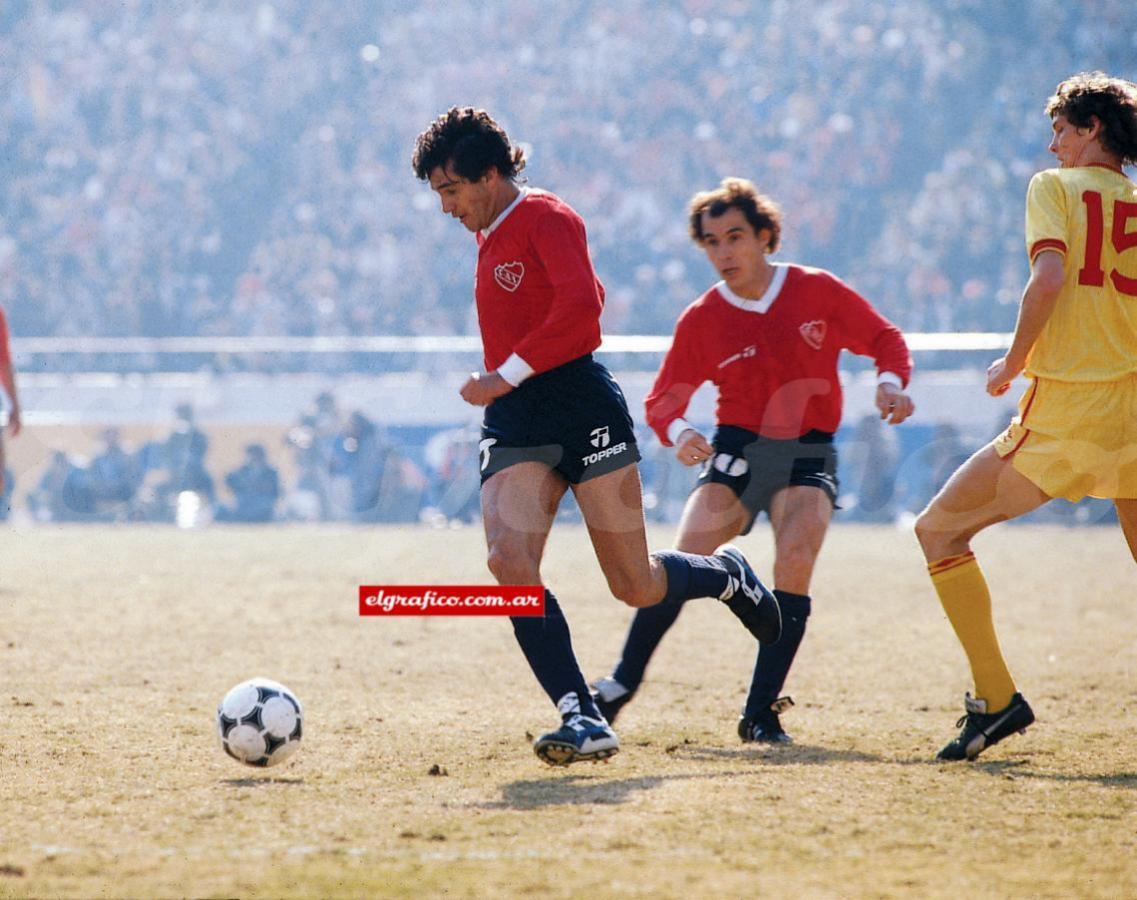
Burrachaga (à gauche) avec Independiente en finale de la Coupe intercontinentale en 1984.

| Saison    | Club                  | Championnat | Matchs | Buts |
| --------- | --------------------- | ----------- | ------ | ---- |
| 1980      | Arsenal de Sarandí    | D2          | 15     | 1    |
| 1981      | Arsenal de Sarandí    | D2          | 34     | 6    |
| 1982      | CA Independiente      | D1          | 52     | 17   |
| 1983      | CA Independiente      | D1          | 55     | 23   |
| 1984      | CA Independiente      | D1          | 29     | 10   |
| 1985      | CA Independiente      | D1          | 10     | 3    |
| 1985-1986 | FC Nantes             | D1          | 36     | 9    |
| 1986-1987 | FC Nantes             | D1          | 30     | 6    |
| 1987-1988 | FC Nantes             | D1          | 10     | 2    |
| 1988-1989 | FC Nantes             | D1          | 6      | 2    |
| 1989-1990 | FC Nantes             | D1          | 27     | 4    |
| 1990-1991 | FC Nantes             | D1          | 3      | 0    |
| 1991-1992 | FC Nantes             | D1          | 28     | 4    |
| 1992-1993 | US Valenciennes-Anzin | D1          | 32     | 10   |
| 1994-1995 | CA Independiente      | D1          | 11     | 1    |
| 1995-1996 | CA Independiente      | D1          | 27     | 6    |
| 1996-1997 | CA Independiente      | D1          | 31     | 9    |
| 1997-1998 | CA Independiente      | D1          | 20     | 3    |

## Palmarès

### En équipe nationale
- Vainqueur de la Coupe du monde en 1986 (buteur lors de la finale)
- Finaliste de la Coupe du monde en 1990

### En club
- Champion d'Argentine (Metropolitano) en 1983 (CA Independiente)
- Vainqueur de la Copa Libertadores en 1984 (CA Independiente)
- Vainqueur de la Coupe intercontinentale en 1984 (CA Independiente)
- Vainqueur de la Recopa Sudamericana en 1995 (CA Independiente)
- Vainqueur de la Supercopa Sudamericana en 1995 (CA Independiente)

### Distinctions personnelles
- Meilleur buteur de la Copa América en 1983 (3 buts)
- Élu meilleur joueur étranger du championnat de France en 1986